# Farsetia macrantha
Farsetia macrantha là một loài thực vật có hoa trong họ Cải. Loài này được Blatt. & Hallb mô tả khoa học đầu tiên năm 1918.